# Ruth Edwards (politique)
Pour les articles homonymes, voir Ruth Edwards.
Ruth Edwards (née Davis), née le 11 mai 1984 à Bristol, est une femme politique britannique, membre du Parti conservateur. 
Elle est députée de Rushcliffe de 2019 à 2024. Avant sa carrière politique, elle a travaillé dans la cybersécurité. 

## Jeunesse et carrière
Elle étudie la théologie à la London School of Theology et complète sa formation par une maîtrise en développement international et sécurité à l'Université de Bristol. Après ses études, elle travaille comme assistante parlementaire pour le ministre fantôme de l'Intérieur et de la lutte contre le terrorisme, Crispin Blunt. Elle travaille ensuite comme consultante en stratégie pour Deloitte. 
Davis travaille ensuite comme spécialiste pour le Comité spécial des affaires intérieures. Elle obtient une bourse de recherche sur la criminalité et la justice au think tank Policy Exchange. Elle quitte Policy Exchange pour devenir responsable des services cyber, justice et secours à l'association professionnelle TechUK,. Après cela, Davis travaille comme chef de la stratégie commerciale et des politiques publiques pour la société de télécommunications BT,. 

## Carrière parlementaire
Elle est sélectionnée comme candidate pour Rushcliffe le 16 octobre 2019. Le siège est auparavant occupé par le père de la Chambre et ancien chancelier de l'Échiquier Kenneth Clarke depuis 1970, qui s'est retiré le 27 juin. Elle s'est auparavant présentée comme candidate conservatrice pour Ceredigion aux élections générales de 2017, où elle est arrivée quatrième. Edwards est élue avec une majorité de 7643 voix lors des élections générales de 2019.

## Vie privée
Elle épouse Owen Edwards en juillet 2019. Ils se rencontrent lors de sa campagne électorale de 2017 alors qu'il est président de l'Association conservatrice de Ceredigion. 